# مصطفى غلفان
مصطفى غلفان (مواليد 9 مايو 1952، الدار البيضاء) لساني مغربي، وأستاذ التعليم العالي بكلية الآداب والعلوم الإنسانية عين الشق. له عدد من المؤلفات والأبحاث في الدرس اللساني العربي.

## مسيرته[2]

### مولده وتعليمه
ولد مصطفى غلفان في 9 مايو 1952 بالدار البيضاء. حصل على دكتوراه السلك الثالث في اللسانيات العامة من جامعة باريس 7 في يونيو 1980، ثم حصل على دكتوراه الدولة في اللسانيات من جامعة الحسن الثاني، عين الشّقّ- الدار البيضاء، عام 1991.

### مناصبه
شغل سابقا منصب أستاذ التعليم العالي بكلية الآداب والعلوم الإنسانية بمراكش، ثم حاليا بكلية الآداب والعلوم الإنسانية عين الشق.
هو عضو الهيئة الاستشارية بمجلة الدراسات المعجمية بالرباط، وعضو سابق بالعديد من مجموعات البحث والتكوين بكليات الآداب المغربية، حيث شغل منصب رئيس شعبة اللغة العربية وآدابها بكلية الآداب، الدار البيضاء- عين الشق ما بين 1990 و 1992.

## مؤلفاته[2]
نشر ما يزيد على عشرين دراسة علمية في مختلف المجالات اللغوية: نحو ولسانيات عامة ولسانيات عربية ومصطلح، وله العديد من المطبوعات المرقونة بخزانة كلية الآداب، عين الشق- الدار البيضاء، المغرب.
- 2017: لسانيات سوسير في سياق التلقي الجديد، دار الكتاب الجديد، بيروت.
- 2017: اللغة واللسان والعلامة عند سوسير في ضوء المصادر الأصول، دار الكتاب الجديد المتحدة، بيروت.
- 2013: اللسانيات البنيوية؛ منهجيات واتجاهات، دار الكتاب الجديد المتحدة، بيروت.
- 2011: اللسانيات العربية الحديثة أسئلة المنهج، عمان، دار ورد للنشر والتوزيع، (منشورات فريق البحث في اللغة والتواصل والحجاج، كلية الآداب والعلوم الإنسانية جامعة ابن زهر، أكادير).
- 2011: النحو التوليدي من النموذج المعيار إلى نموذج البرنامج الأدنى: مفاهيم وأمثلة، بالمشاركة، عالم الكتب الحديث، إربد.
- 2010: في اللسانيات العامة، تاريخها - طبيعتها - موضوعها - مفهومها، دار الكتاب الجديد المتحدة، بيروت.
- 2010: اللسانيات التوليدية: من النموذج المعيار إلى نموذج البرنامج الأدنى: مفاهيم وأمثلة، بالمشاركة، عالم الكتب الحديث، إربد. وقد صدرت الطبعة الثانية في جزأين:
  - 2016: اللسانيات التوليدية 1: الأسس النظرية والمنهجية، عمّان، كنوز المعرفة.
  - 2016: اللسانيات التوليدية 2: تطور النماذج التوليدية، عمّان، كنوز المعرفة.
- 2010: اللسانيات التوليدية من النموذج ما قبل المعيار إلى البرنامج الأدنوي: مفاهيم وأمثلة، بالاشتراك مع محمد الملاخ وحافظ إسماعيلي علوي، عالم الكتب الحديث، بيروت، (ردمك 9789957703462).
- 2006: اللسانيات في الثقافة العربية الحديثة: حفريات في النشأة والتكوين، مكتبة المدارس، الدار البيضاء، المغرب. (ط2، دار الكتاب الجديد المتحدة، بيروت، 2013).
- 1998: اللسانيات العربية الحديثة: دراسة نقدية في المصادر والأسس النظرية والمنهجية، منشورات كلية الآداب، عين الشق- الدار البيضاء، المغرب، (ط2، دار الكتاب الجديد المتحدة، بيروت، 2017).

## روابط خارجية
- مصطفى غلفان على موقع أرشيف الشارخ.